# 12196 Weems
12196 Weems eller 1979 MM8 är en asteroid i huvudbältet som upptäcktes den 25 juni 1979 av de båda amerikanska astronomerna Eleanor F. Helin och Schelte J. Bus vid Palomarobservatoriet. Den är uppkallad efter Weyman Weems.
Asteroiden har en diameter på ungefär 4 kilometer.